# Église Sainte-Lucie d'Issy-les-Moulineaux
Pour les articles homonymes, voir Église Sainte-Lucie.
L'église Sainte-Lucie est un lieu de culte catholique situé avenue de Verdun dans la commune d'Issy-les-Moulineaux. Elle est dédiée à sainte Lucie de Syracuse.

## Histoire
À cet emplacement se trouvait une première chapelle édifiée en 1901, dont l'acquisition du terrain et les frais de construction sont financés par la famille parisienne Roland-Gosselin. En 1917, cette chapelle est tout d'abord remplacée par un nouveau bâtiment qui se révèle trop petit. Une nouvelle construction - l'église actuelle - est alors entamée en 1937 (Charles Venner, architecte), placée perpendiculairement à l’ancien bâtiment. L'année 1988 voit la destruction de l'église de 1917.
Après des travaux en 2017, le nouvel autel, réalisé par le sculpteur Jean-Jacques Bris, est béni en 2018 par Mgr Rougé, évêque de Nanterre.

## Description
Une partie de la décoration intérieure a été réalisée par Albert Lemasson.
Elle est ornée de vitraux contemporains:

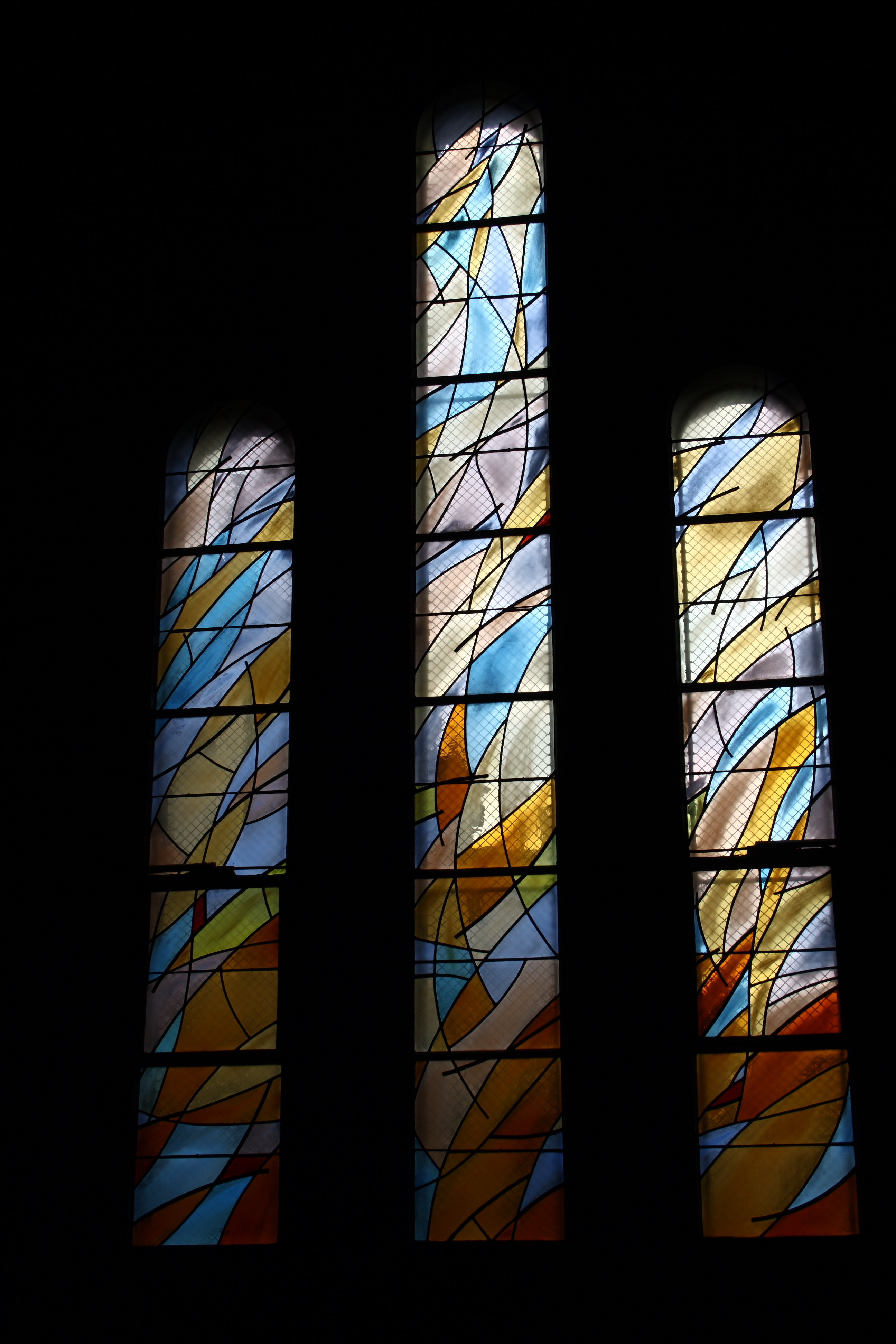
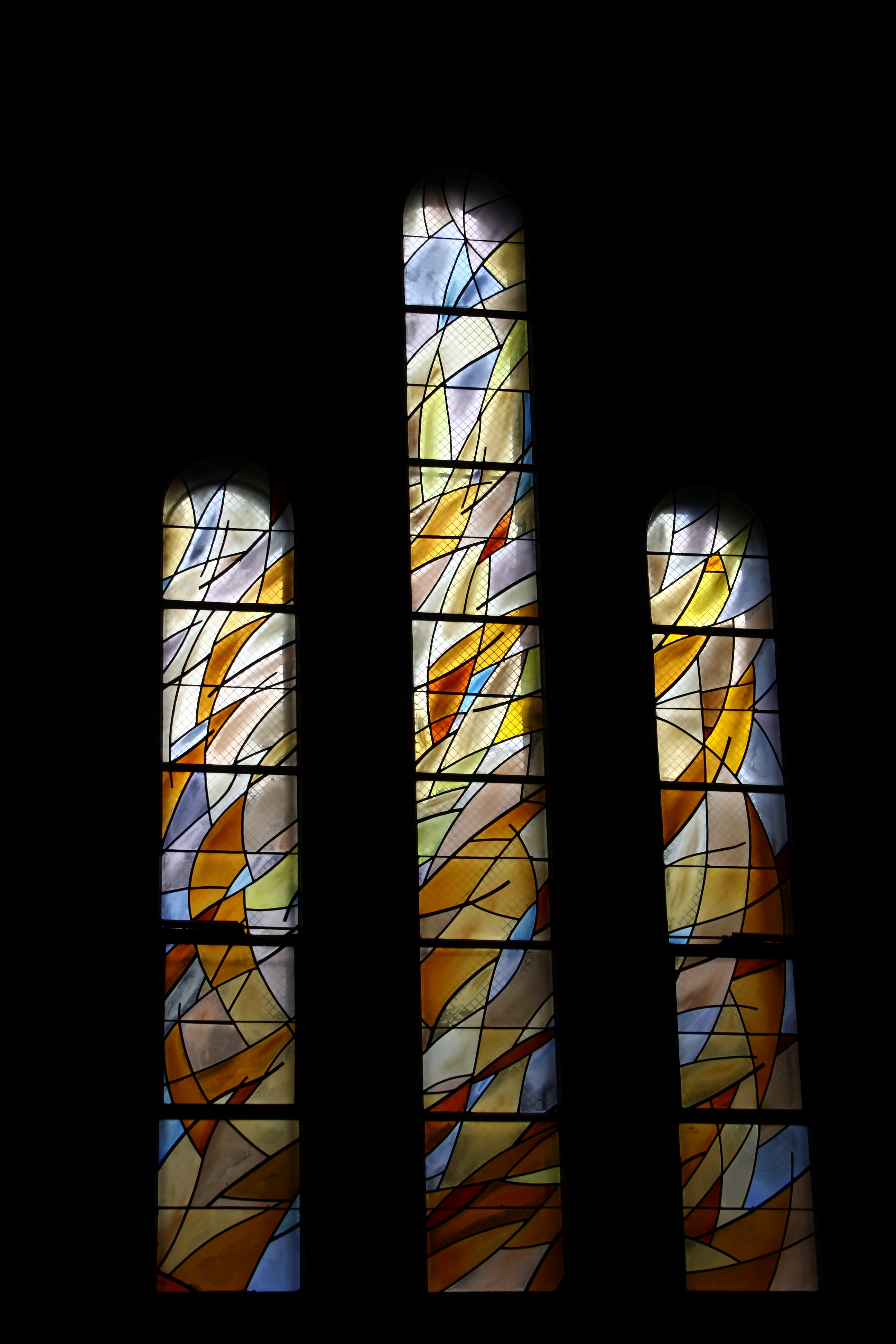
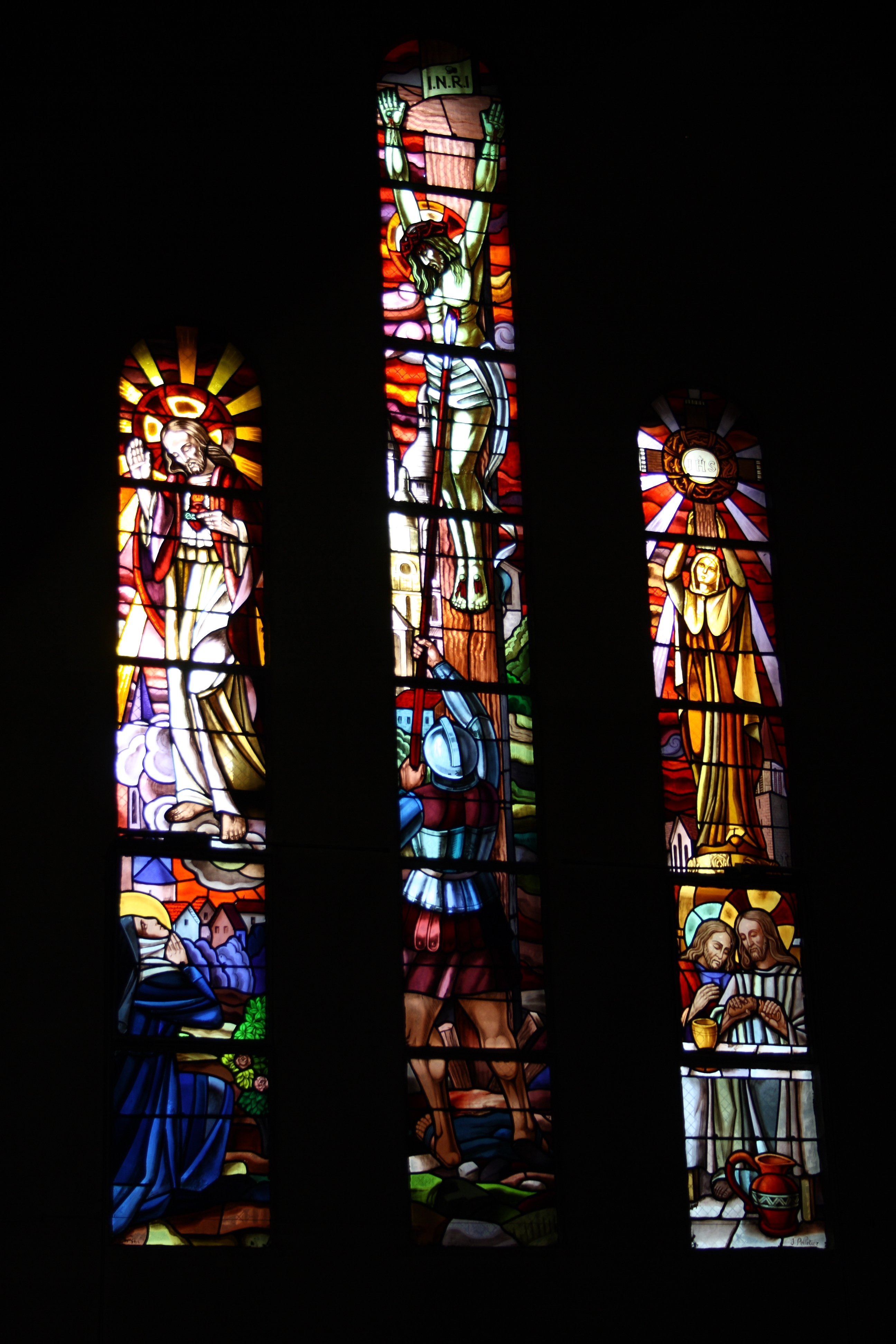
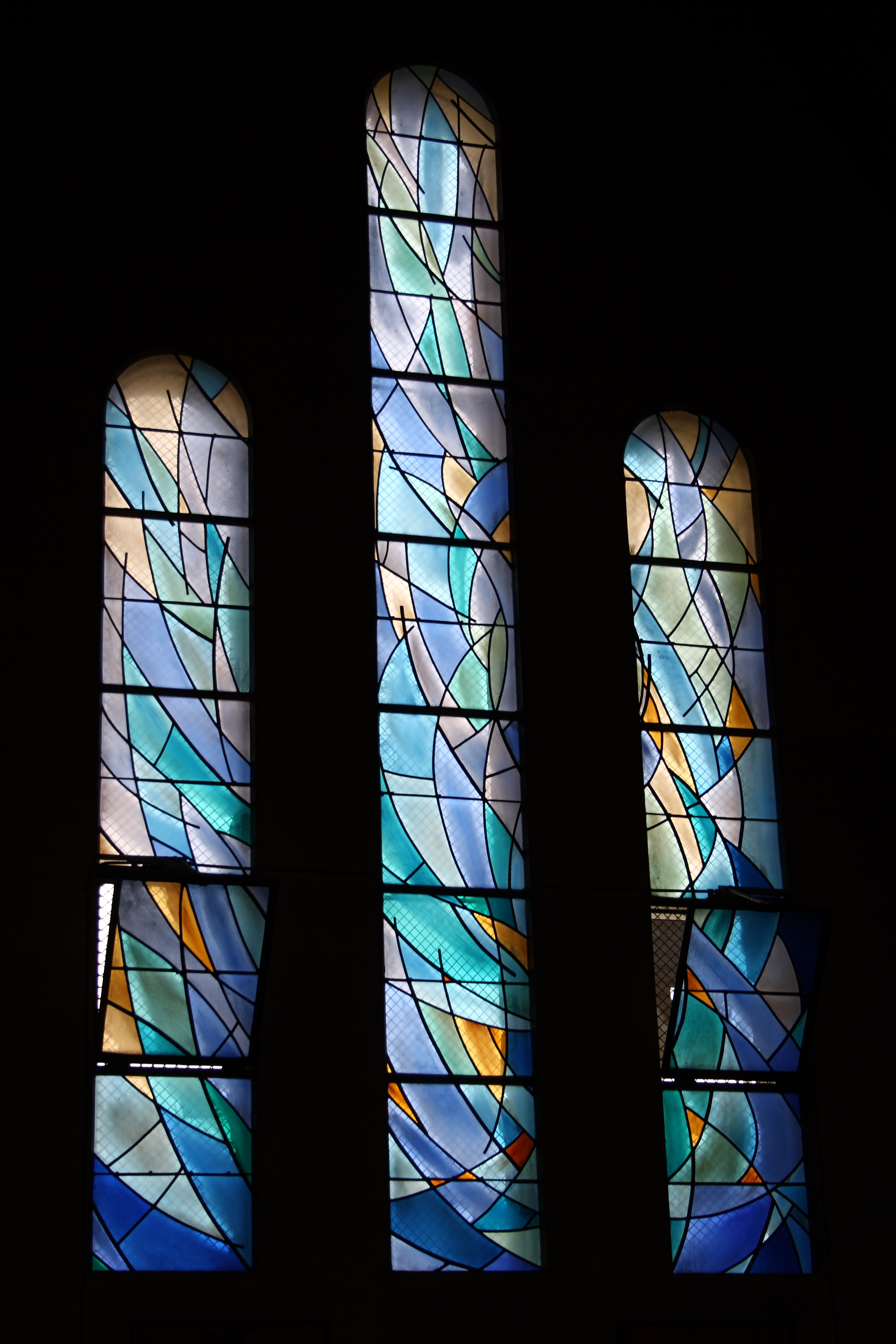
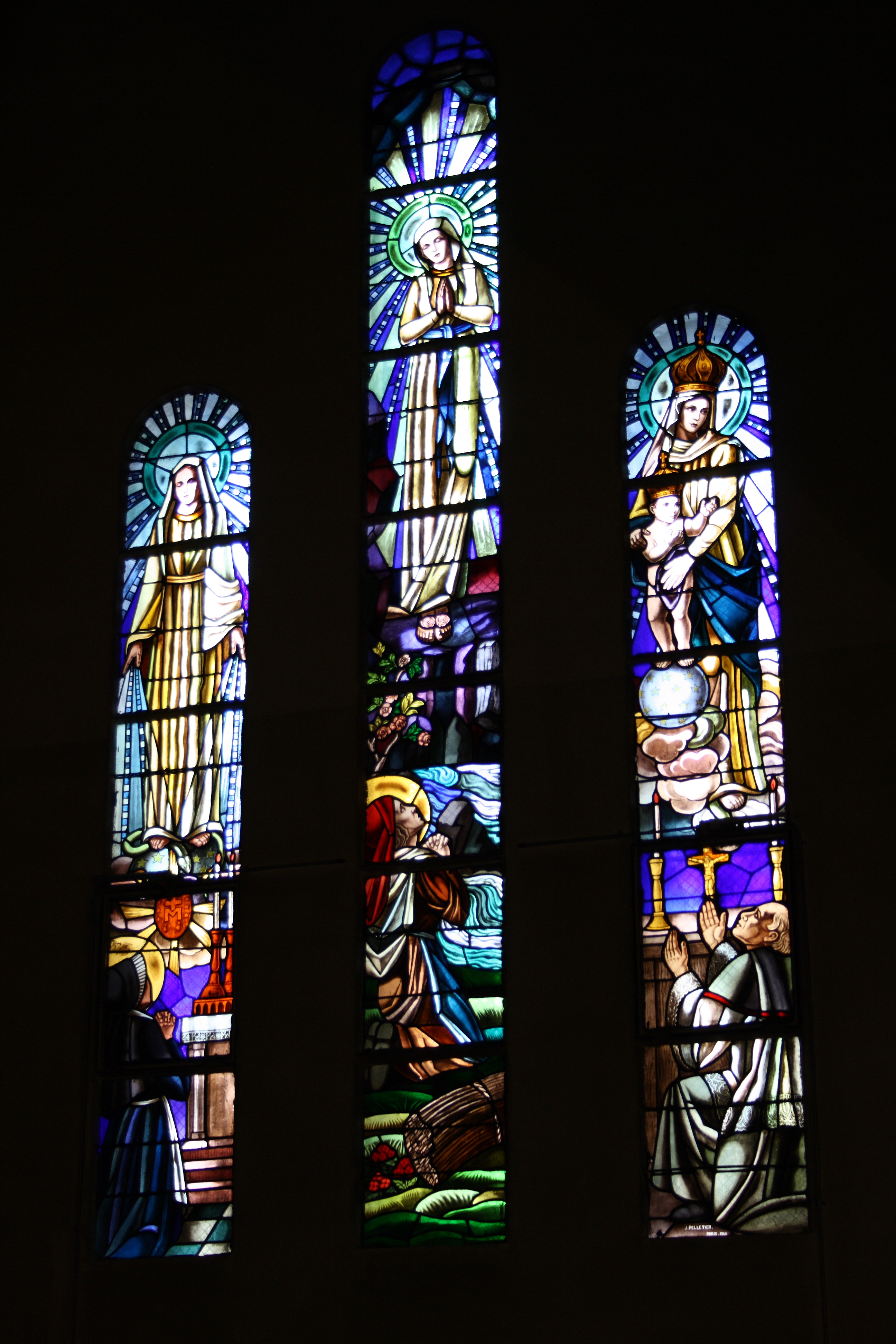
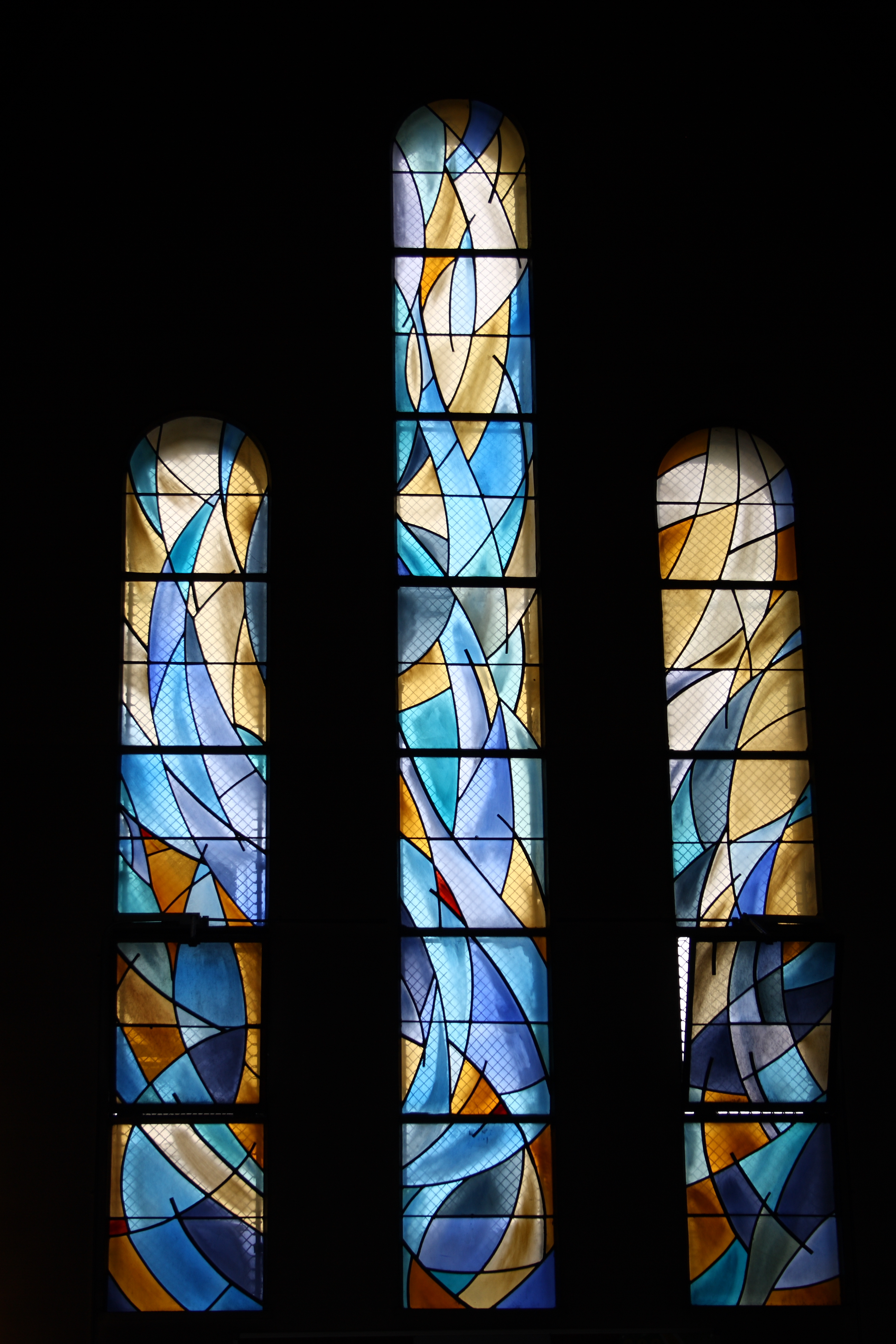

À gauche de l'église, à l'angle de l'avenue de Verdun et de la rue du Docteur Lombard, se trouve un monument aux morts,.